# Гори Торнгата (національний парк)
Національний парк Гори Торнгата (англ. Torngat Mountains National Park Reserve, фр. Réserve de parc national des Monts-Torngat) — національний парк Канади, заснований в 2005 році, на півострові Лабрадор.
Парк має площу 9 600 км², знаходиться за 200 км на північ від містечка Нейн.
Межує на заході з провінцією Квебек і горами Торнгат. На півдні — з парком «Фіорд Сеглека», i морем Лабрадор на сході. Найвища точка в парку — гора Кобвік-Д'Ібервіль (англ. Mt Caubvick/D’Iberville), котра має висоту 1 652 м над рівнем моря.
У перекладі з мови інуктітут, Торнгат означає «Місце Душі».
У парку водяться — північні олені барен-граунд (англ. Barren-ground Caribou), білі ведмеді, сапсани, полярні зайці, песці та беркути.
| Канада | Це незавершена стаття з географії Канади. Ви можете допомогти проєкту, виправивши або дописавши її. |